# 二条冬実
二条 冬実（にじょう ふゆざね）は、南北朝時代から室町時代前期にかけての公卿。関白・二条教基の子。官位は従一位・関白、左大臣。河内国玉櫛荘（大阪府東大阪市）を本拠とし、玉櫛（たまくし）と号する。父祖と同様、南朝に仕えた。

## 経歴
南朝の補任記録が残されていないために官歴は不明の点が多いが、中納言･中将から左近衛大将に転任し、弘和元年/永徳元年（1381年）12月には右大臣として見任。元中元年/至徳元年（1384年）6月までに叔父・教頼から関白職を譲られたと考えられ（前年冬の後亀山天皇践祚に伴うものか）、最終的に従一位・左大臣に至った。関白を辞職して後、元中9年/明徳3年（1392年）閏10月に南北朝合一を迎えたが、天皇や他の廷臣と共に入洛した形跡はない。ただ、応永3年（1396年）正月の叙位の際、「自南方出京、号玉櫛人息」である良教が太閤・二条師嗣の猶子となって、その推挙を受けていることから、この時には既に在京していたようである。
以後しばらくの動向については史料を欠くが、晩年は出家して玉櫛禅門と号し、伏見宮の栄仁親王や貞成親王との親交を深め、親王主催の茶会･連歌などにたびたび参加していたことが『看聞日記』に見える。なお、同日記の応永24年（1417年）2月8日条によると、これより前に醍醐と山科との郷民の間で確執があったため、醍醐から帰る途中の冬実が巻き込まれ、山科の郷民らに一時拉致される事件が起こった。この年の秋から病気がちとなり、翌応永25年（1418年）12月23日に薨去。享年66。京都では割合に静かな後半生を過ごすことが出来たのであろう。貞成親王は冬実の人柄について「心操穏便、酒盛殊有其興人也」と評し、その死を惜しんでいる。
南朝歌壇においては、自邸で百首歌を催した他、「入道前関白家百首歌」に詠進し、准勅撰集『新葉和歌集』には「右大臣」として5首が入集する。

## 系譜
子女については、『尊卑分脈』『系図纂要』には何ら記すところがないが、『看聞日記』などによって二男三女の存在を確認し得る。
- 父：二条教基（?-?）
- 母：不詳
- 妻：泰子内親王 - 後亀山天皇第一皇女?
- 生母不明の子女
  - 男子：二条良教 - 二条師嗣の猶子
  - 男子：尊性房（?-1432） - 醍醐菩提院
  - 女子：恵芳（塔頭御寮）
  - 女子：明元 - 伏見惣得庵
  - 女子：某（?-寛正年間） - 中宮寺長老